# Sonderkraftfahrzeug
 (septembre 2014).
Si vous disposez d'ouvrages ou d'articles de référence ou si vous connaissez des sites web de qualité traitant du thème abordé ici, merci de compléter l'article en donnant les références utiles à sa vérifiabilité et en les liant à la section « Notes et références ».
Sonderkraftfahrzeug (en français : « véhicule spécial à moteur » ou « véhicule spécialisé à moteur ») est la dénomination générique attribuée aux véhicules terrestres utilisés par l'armée allemande du Troisième Reich (armée de terre, troupes de la Waffen-SS et divisions de campagne de la Luftwaffe).
Souvent abrégée en « Sd.Kfz. » (suivi d'un numéro de un à trois chiffres), cette notion a ainsi servi à désigner la quasi-totalité des véhicules en service actif : l'ensemble des véhicules blindés (qu'il s'agisse de chars d'assaut, de canons automoteurs, de chasseurs de chars, de semi-chenillés) ou encore tout type de véhicules de transport et de soutien. Les véhicules ennemis capturés remis en service ou convertis (Beutepanzer) recevaient également une appellation de ce type.
Cette nomenclature a été abandonnée par la Bundeswehr, dès sa création en 1955.

## Nomenclature
La nomenclature utilisée regroupe globalement les types de véhicules suivants :
- de 1 à 99 : tracteurs, voitures, motocyclettes, camions et autres véhicules militaires non blindés ;
- de 100 à 199 : chars ;
- de 200 à 299 : véhicules blindés de reconnaissance et de combat d'infanterie ;
- de 300 à 599 : véhicules de déminage et de ravitaillement ;
- de 600 à 799 : véhicules ennemis capturés remis en service (Beutepanzer).

### 1 à 99
- Sd.Kfz. 2 ou Kettenkrad : autochenille légère avec une seule roue directriceSd.Kfz. 2.

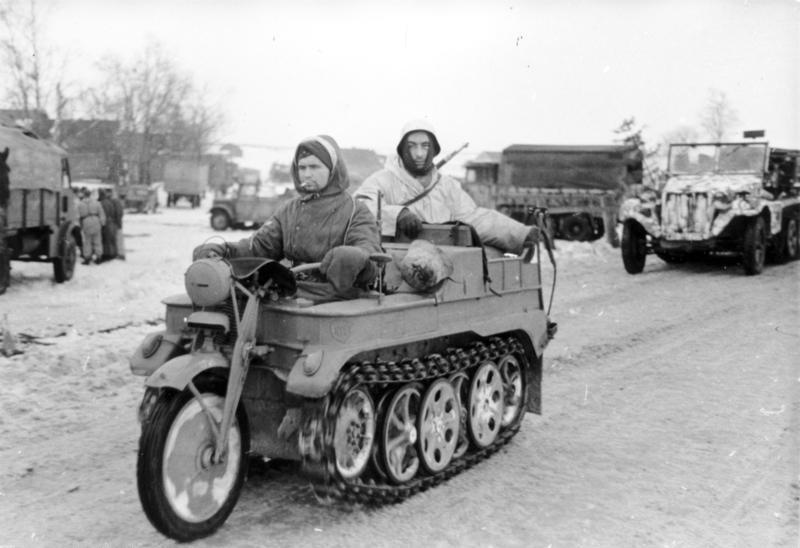
Sd.Kfz. 2.

  - Sd.Kfz. 2/1 : variante pour la pose de câbles de campagne de grande distance (Feldfernkabel)
  - Sd.Kfz. 2/2 : variante pour la pose de câbles de campagne lourd (Schweres Feldkabel)
- Sd.Kfz. 3 ou Gepanzerter Mannschaftstransportwagen (MTW) : transport non armé de troupe des années 1920[1]
- Sd.Kfz. 3 ou Maultier : autochenille de transport

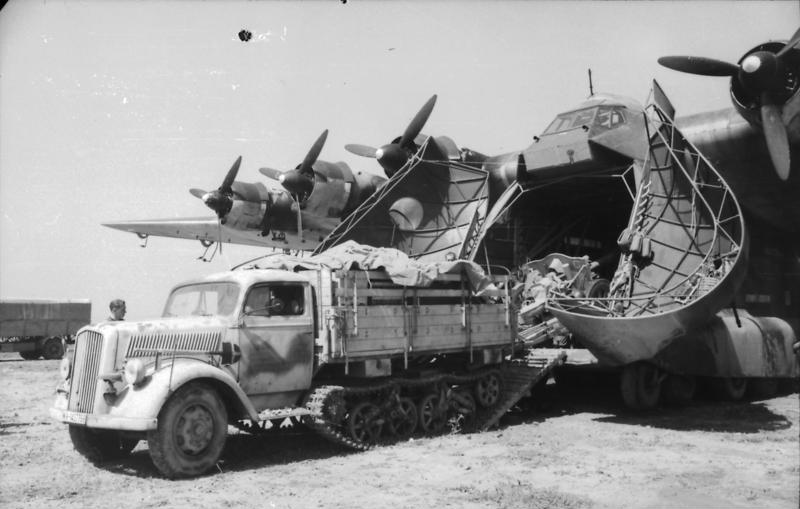
Sd.Kfz. 3 (Maultier).

- - Sd.Kfz. 3a : Maultier sur le châssis 2 tonnes Opel
  - Sd.Kfz. 3b : Maultier sur le châssis 2 tonnes Ford
  - Sd.Kfz. 3c : Maultier sur le châssis 2 tonnes KHD
- Sd.Kfz. 4 : Maultier sur châssis 4,5 tonnes
  - Sd.Kfz. 4/1 ou Panzerwerfer : 15 cm Nebelwerfer sur Maultier
- Sd.Kfz. 6 : autochenille moyenne 5 tonnes Sd.Kfz. 6.

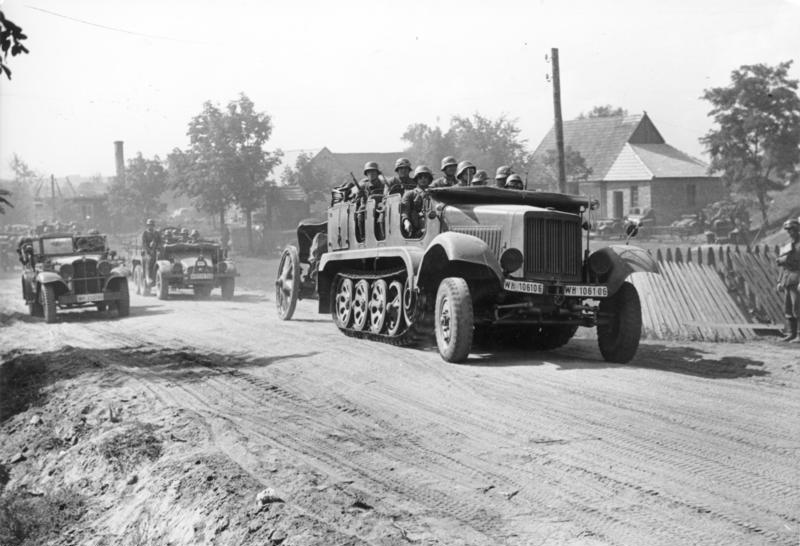
Sd.Kfz. 6.

  - Sd.Kfz. 6/1 : variante d'observation pour l'artillerie
  - Sd.Kfz. 6/2 : variante armée d'un 3,7 cm Flak 36
  - Sd.Kfz. 6/3 : variante d'un 7,62-cm-PaK 36 (r)
- Sd.Kfz. 7 : autochenille moyenne 8 tonnes
  - Sd.Kfz. 7/1 : variante armée d’un 2 cm Flakvierling 38
  - Sd.Kfz. 7/2 : variante armée d’un 3,7 cm Flak 36/37
  - Sd.Kfz. 7/3 : variante de contrôle de lancement du V2 (missile)
  - Sd.Kfz. 7/6 : variante de transport de l'équipage de pièce anti-aérienne
- Sd.Kfz. 8 : autochenille lourde 12 tonnes Sd.Kfz. 8.

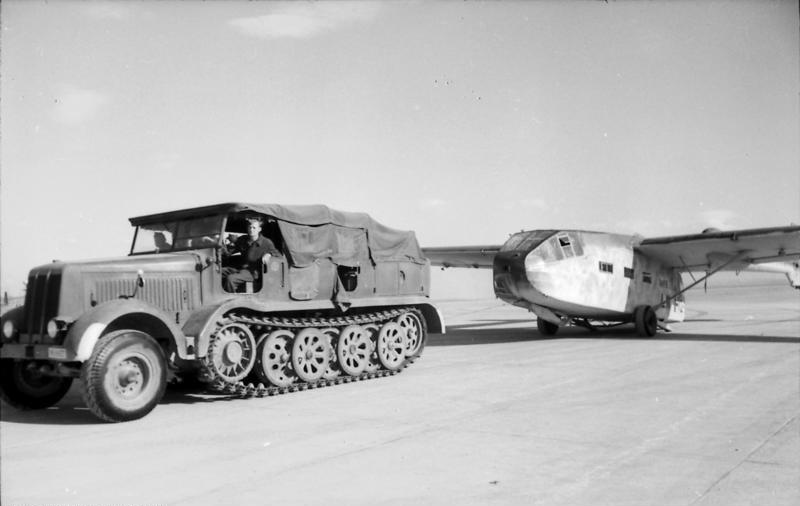
Sd.Kfz. 8.

- Sd.Kfz. 9 : autochenille lourde 18 tonnes
  - Sd.Kfz. 9/1 : variante avec une grue 6 tonnes
  - Sd.Kfz. 9/2 : variante avec une grue 10 tonnes
- Sd.Kfz. 10 : autochenille légère 1 tonne Sd.Kfz. 10.

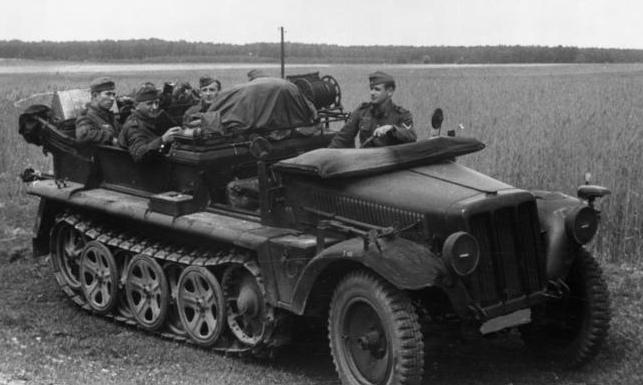
Sd.Kfz. 10.

  - Sd.Kfz. 10/1 : variante de détection de gaz
  - Sd.Kfz. 10/2 : variante de décontamination
  - Sd.Kfz. 10/3 : variante pulvérisateur pour la décontamination
  - Sd.Kfz. 10/4 : variante armée d'un 2 cm Flak 30
  - Sd.Kfz. 10/5 : variante armée d'un 2 cm Flak 38
- Sd.Kfz. 11 : autochenille 3 tonnes
  - Sd.Kfz. 11/1 : variante générateur de fumée
  - Sd.Kfz. 11/2 : variante de décontamination
  - Sd.Kfz. 11/3 : variante pulvérisateur pour la décontamination
  - Sd.Kfz. 11/4 : variante générateur de fumée
  - Sd.Kfz. 11/5 : variante de détection de gaz
- Sd.Kfz. 13 : auto blindée
- Sd.Kfz. 14 : variante radio du Sd.Kfz. 13
- Sd.Kfz. 15 : variante radio de l'automobile Einheits-PKW

### 100 à 199
- Sd.Kfz. 101 ou Panzer I : char léger
- Sd.Kfz. 111 : variante du Panzer I destinée au transport de munitions (voir conversions du Panzer I)
- Sd.Kfz. 121 ou Panzer II (Ausf. A à F) : char léger
- Sd.Kfz. 122 ou Panzer II Flammingo : Panzer II lance flammes (voir variantes du Panzer II)
- Sd.Kfz. 123 ou Luchs : char de reconnaissance, également appelée Panzer II Ausf. L
- Sd.Kfz. 124 ou Wespe : artillerie (10,5 cm leFH18/2) automotrice sur châssis du Sd.Kfz. 121
- Sd.Kfz. 131 ou Marder II : canon antichar automoteur (7,5 cm PaK 40/2) sur châssis du Sd.Kfz. 121
- Sd.Kfz. 132 ou Marder II : canon antichar automoteur (7,62 cm PaK 36(r)) sur châssis du Sd.Kfz. 121
- Sd.Kfz. 135 ou Marder I : canon antichar automoteur (7,5 cm PaK 40) sur châssis de la chenillette Lorraine 37L (converti)[2]
  - Sd.Kfz. 135/1 : artillerie automotrice (15-cm sFH 13) sur châssis du tracteur blindé Lorraine (converti)[2]
- Sd.Kfz. 138 ou Marder III : canon antichar automoteur (7,5 cm PaK 40/1) sur châssis basé sur le Panzer 38(t) (deux versions sur châssis H et M)
- Sd.Kfz. 138 : transport de munition sur châssis du Grille Ausf. M
  - Sd.Kfz. 138/1 ou Grille ausf. M : artillerie (15 cm sIG 33) automotrice basée sur le châssis du Panzer 38(t) (deux versions sur châssis H et M)
  - Sd.Kfz. 138/2 ou Jagdpanzer 38(t) : chasseur blindé de chars basée sur le châssis du Panzer 38(t), également appelé Hetzer
- Sd.Kfz. 139 ou Marder III : canon antichar (7,62 cm PaK 36(r)) automoteur basé sur le châssis du Panzer 38(t)
- Sd.Kfz. 140 ou Flakpanzer 38(t) : canon antiaérien (2 cm FlaK 38) automoteur basé sur le châssis du Panzer 38(t)
  - Sd.Kfz. 140/1 : blindé de reconnaissance basé sur le Panzer 38(t)
- Sd.Kfz. 141 ou Panzer III (Ausf. A, B, C, D, E, F, H, J) : char moyen
  - Sd.Kfz. 141/1 ou Panzer III (Ausf. J (5 cm KwK 39), L, M) : modèles du Panzer III dit lang (canon long)
  - Sd.Kfz. 141/2 ou Panzer III (Ausf. N) : modèles du Panzer III
  - Sd.Kfz. 141/3 ou Flammpanzer III : variante lance-flammes du Panzer III
- Sd.Kfz. 142 ou StuG III : canon automoteur (7,5-cm Stuk 37) basé sur le châssis du Panzer III
  - Sd.Kfz. 142/1 ou StuG 40 (Ausf. F, F/8, G) canon automoteur variante réarmée (7,5-cm StuK 40) du Sd.Kfz. 142
  - Sd.Kfz. 142/2 ou StuH 42 : canon d'assaut, variante réarmée (10,5 cm StuH 42) du Sd.Kfz. 142
- Sd.Kfz. 143 ou Artillerie Panzerbeobachtungswagen III : variante du Panzer III destinée à l'observation pour l'artillerie
- Sd.Kfz. 161 ou Panzer IV (Ausf. A, B, C, D, E, F (F1)) : char moyen
  - Sd.Kfz. 161/1 ou Panzer IV (Ausf. F2/G (7,5 cm KwK 40 L/43)) : modèles du Panzer IV
  - Sd.Kfz. 161/2 ou Panzer IV (Ausf. G, H, J (7,5 cm KwK 40 L/48)) : modèles du Panzer IV
  - Sd.Kfz. 161/3 ou Flakpanzer IV Möbelwagen : canon antiaérien (3,7 cm FlaK 43) automoteur basé sur le châssis du Panzer IV
  - Sd.Kfz. 161/4 ou Wirbelwind : canon antiaérien (2 cm Flakvierling 38) automoteur
- Sd.Kfz. 162 ou Jagdpanzer IV : chasseur de char basé sur le châssis du Panzer IV
  - Sd.Kfz. 162/1 ou Panzer IV/70 : variante du Jagdpanzer IV armée d'un 7,5 cm PaK 42 (L/70)
- Sd.Kfz. 164 ou Nashorn : chasseur de char (8,8 cm PaK 43) basé sur le châssis du Geschützwagen III/IV
- Sd.Kfz. 165 ou Hummel : artillerie automotrice (15 cm s.FH. 18) basée sur le châssis du Geschützwagen III/IV
  - Sd.Kfz. 165/1 ou Heuschrecke 10 : canon automoteur (10,5 cm le.FH. 18/1) basé sur le châssis du Panzer IV
- Sd.Kfz. 166 ou Stupa : canon d'assaut (15 cm StuH 43) basé sur le châssis du Panzer IV, surnommé après-guerre Brummbär
- Sd.Kfz. 167 ou Sturmgeschütz IV : canon automoteur (7,5 cm StuK 40) basé sur le châssis du Panzer IV
- Sd.Kfz. 171 ou Panther (Ausf. D, A, G, F) : char moyen
- Sd.Kfz. 172 ou Jagdpanther : chasseur de char
- Sd.Kfz. 173 ou Jagdpanther : chasseur blindé de char (8,8 cm PaK 43) basé sur le châssis du Panther
- Sd.Kfz. 179 ou Bergepanther : char de dépannage basé sur le châssis du Panther
- Sd.Kfz. 181 ou Tiger : char lourd
- Sd.Kfz. 182 ou Königstiger : char lourd
- Sd.Kfz. 184 ou Elefant : canon automoteur - chasseur de char (8,8 cm PaK 43)
- Sd.Kfz. 185 : variante (8,8 cm PaK 43) du Jagdtiger
- Sd.Kfz. 186 ou Jagdtiger : chasseur de char (12,8 cm PaK 44) lourd basé sur le châssis du Königstiger

### 200 à 299
- Sd.Kfz. 205 ou Panzer VIII Maus : char super-lourd
- Sd.Kfz. 221 ou leichter Panzerspähwagen : blindé de reconnaissance léger (MG 34)
- Sd.Kfz. 222 ou leichter Panzerspähwagen : blindé de reconnaissance léger (2-cm KwK 30)
- Sd.Kfz. 223 ou leichter Panzerspähwagen : blindé de reconnaissance léger (équipement radio)
- Sd.Kfz. 231 ou schwerer Panzerspähwagen 6-rad : blindé de reconnaissance lourd 6 roues (2-cm KwK 30 ou 2-cm KwK 38)
- Sd.Kfz. 231 ou schwerer Panzerspähwagen 8-rad : blindé de reconnaissance lourd 8 roues (2-cm KwK 30 ou 2-cm KwK 38)
- Sd.Kfz. 232 ou schwerer Panzerspähwagen 6-rad (et 8-rad) : blindé de reconnaissance lourd 6 roues (équipement radio)
- Sd.Kfz. 232 ou schwerer Panzerspähwagen 8-rad (et 8-rad) : blindé de reconnaissance lourd 8 roues (équipement radio)
- Sd.Kfz. 233 ou schwerer Panzerspähwagen : blindé de reconnaissance lourd 8 roues (7,5-cm StuK 37)
- Sd.Kfz. 234 ou schwerer Panzerspähwagen : blindé de reconnaissance lourd 8 roues
  - Sd.Kfz. 234/1 : variante armée du 2-cm KwK 38
  - Sd.Kfz. 234/2 Puma : variante armée du 5-cm KwK 39/1
  - Sd.Kfz. 234/3 Stummel : variante armée du 7,5-cm K51
  - Sd.Kfz. 234/4 : variante armée du 7,5-cm PaK 40
- Sd.Kfz. 247 : véhicule d'état major
- Sd.Kfz. 250 : autochenille blindée, nombreuses variantes
  - Sd.Kfz. 250/1-1 : Leichter Gepanzerter Kraftwagen (Schützenpanzerwagen) Fu
  - Sd.Kfz. 250/1-2 : Leichter Gepanzerter Kraftwagen (Schützenpanzerwagen) Kabelleger
  - Sd.Kfz. 250/2 : Leichter Fernsprechwagen
  - Sd.Kfz. 250/3-1 : autochenille blindée léger (équipement radio)
  - Sd.Kfz. 250/3-2 : autochenille blindée léger (équipement radio)
  - Sd.Kfz. 250/3-3 : autochenille blindée léger (équipement radio)
  - Sd.Kfz. 250/3-4 : autochenille blindée léger (équipement radio)
  - Sd.Kfz. 250/4 : autochenille blindée léger d'observation équipée d'un poste FuG.15 et FuG.18
  - Sd.Kfz. 250/5-1 : Leichter gepanzerter Beobachtungswagen
  - Sd.Kfz. 250/5-2 : Leichter gepanzerter Aufklärungswagen
  - Sd.Kfz. 250/6 : autochenille blindée léger transport de munitions, Ausf. A, B
  - Sd.Kfz. 250/7 : autochenille blindée léger version armée d'un MG.334 et d'un mortier de 8.14 cm
  - Sd.Kfz. 250/7-1 :autochenille blindée léger transport de munitions
  - Sd.Kfz. 250/8 : Leichter gepanzerter Kraftwagen (Schützenpanzerwagen) armée du 7,5-cm-KwK 37 L/24
  - Sd.Kfz. 250/9 : Leichter gepanzerter Kraftwagen (Schützenpanzerwagen) armée du 2 cm KwK 38
  - Sd.Kfz. 250/10 : Leichter gepanzerter Kraftwagen (Schützenpanzerwagen) armée du 3,7 cm Pak
  - Sd.Kfz. 250/11 : Leichter gepanzerter Kraftwagen (Schützenpanzerwagen) mit Schwerer Panzerbüchse 41
  - Sd.Kfz. 250/12 : Leichter gepanzerter Messtruppwagen
- Sd.Kfz. 251 : autochenille blindée (plus grande que la précédente), nombreuses variantes
  - Sd.Kfz. 251/1-1 : Mittlerer gepanzerter Schützenpanzerwagen
  - Sd.Kfz. 251/1-2 : Mittlerer gepanzerter Schützenpanzerwagen Fu
  - Sd.Kfz. 251/2 : Mittlerer gepanzerter Schützenpanzerwagen mit Granatwerfer
  - Sd.Kfz. 251/3 : Mittlerer gepanzerter Funkpanzerwagen
  - Sd.Kfz. 251/3-1 : Mittlerer gepanzerter Funkpanzerwagen
  - Sd.Kfz. 251/3-2 : Mittlerer gepanzerter Funkpanzerwagen
  - Sd.Kfz. 251/3-3 : Mittlerer gepanzerter Funkpanzerwagen
  - Sd.Kfz. 251/3-4 : Mittlerer gepanzerter Funkpanzerwagen als Kommandowagen
  - Sd.Kfz. 251/4 : Mittlerer gepanzerter Schützenpanzerwagen mit Munition und Zubehör für le. IG. 18
  - Sd.Kfz. 251/5 : Mittlerer gepanzerter Schützenpanzerwagen für die Pionierzüge
  - Sd.Kfz. 251/6 : Mittlerer gepanzerter Kommandowagen
  - Sd.Kfz. 251/7-1 : Mittlerer Pionierpanzerwagen
  - Sd.Kfz. 251/7-2 : Mittlerer Pionierpanzerwagen
  - Sd.Kfz. 251/8-1 : Mittlerer Krankentransportwagen
  - Sd.Kfz. 251/8-2 : Mittlerer Krankentransportwagen
  - Sd.Kfz. 251/9 : Mittlerer gepanzerter Schützenpanzerwagen mit 7,5-cm-KwK 37 L/24
  - Sd.Kfz. 251/10 : Mittlerer gepanzerter Schützenpanzerwagen mit 3,7 cm Pak
  - Sd.Kfz. 251/11 : Mittlerer gepanzerter Funksprechwagen
  - Sd.Kfz. 251/12 : Mittlerer gepanzerter Meßtrupp- und Gerätewagen
  - Sd.Kfz. 251/13 : Mittlerer gepanzerter Schallaufnahmewagen
  - Sd.Kfz. 251/14 : Mittlerer gepanzerter Schallauswertwagen
  - Sd.Kfz. 251/15 : Mittlerer gepanzerter Lichtauswertewagen
  - Sd.Kfz. 251/16 : Mittlerer gepanzerter Flammwagen
  - Sd.Kfz. 251/17 : Mittlerer gepanzerter Schützenpanzerwagen mit 2 cm Flak 38
  - Sd.Kfz. 251/18-1 : Mittlerer gepanzerter Beobachtungswagen
  - Sd.Kfz. 251/18-1a : Mittlerer gepanzerter Beobachtungswagen
  - Sd.Kfz. 251/18-2 : Mittlerer gepanzerter Beobachtungswagen
  - Sd.Kfz. 251/18-2a : Mittlerer gepanzerter Beobachtungswagen
  - Sd.Kfz. 251/19 : Mittlerer gepanzerter Fernsprechbetriebswagen
  - Sd.Kfz. 251/20 : Mittlerer gepanzerter Schützenpanzerwagen mit Infrarotscheinwerfer
  - Sd.Kfz. 251/21 : Mittlerer gepanzerter Schützenpanzerwagen mit MG 151 Drilling
  - Sd.Kfz. 251/22 : Mittlerer gepanzerter Schützenpanzerwagen mit 7,5 cm Pak 40 L/46
  - Sd.Kfz. 251/23 : Mittlerer gepanzerter Schützenpanzerwagen mit 2 cm Hängelafette
- Sd.Kfz. 252 : autochenille blindée de transport de munitions
- Sd.Kfz. 253 : autochenille blindée d'observation d'artillerie
- Sd.Kfz. 254 : blindé chenillé et sur roues de reconnaissance
- Sd.Kfz. 260 : auto blindé radio
- Sd.Kfz. 261 : auto blindé radio Sd.Kfz. 261.

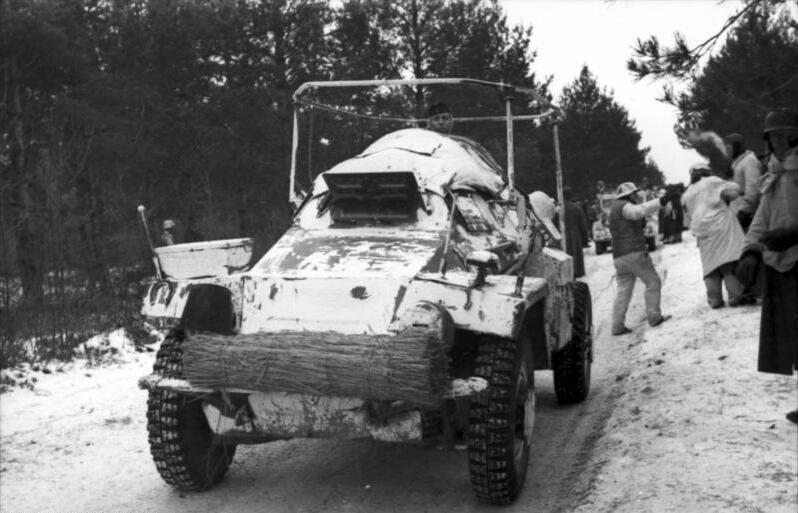
Sd.Kfz. 261.

- Sd.Kfz. 263 6-rad : auto blindée six roues radio
- Sd.Kfz. 263 8-rad : auto blindée huit roues radio
- Sd.Kfz. 265 : Panzer I de commandement
- Sd.Kfz. 266 : Panzer III de commandement avec radios FuG 6 and FuG 2
- Sd.Kfz. 267 : Panzer III, Panther ou Tiger de commandement avec radios FuG 6 and FuG 8
- Sd.Kfz. 268 : Panzer III, Panther ou Tiger de commandement avec radios FuG 6 and FuG 7
- Sd.Kfz. 280 : transport blindé de munitions

### 300 et au-delà

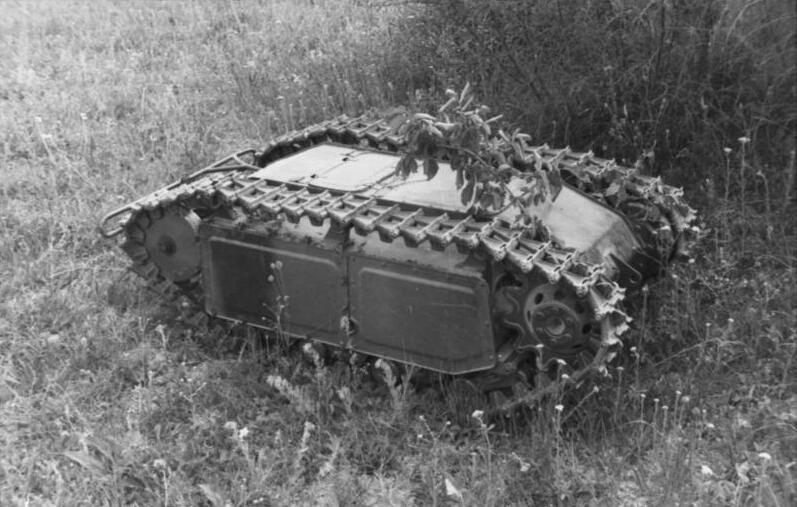
Sd.Kfz. 303.

- Sd.Kfz. 300 ou Minenräumwagen : engin de déminage télécommandé
- Sd.Kfz. 301 ou Borgward B IV : engin de démolition télécommandé lourd
- Sd.Kfz. 302 ou Goliath engin de démolition télécommandé léger
- Sd.Kfz. 303 : versions du Goliath
  - Sd.Kfz. 303a : version du Goliath avec plus d'explosif
  - Sd.Kfz. 303b : version du Goliath plus grande
- Sd.Kfz. 304 ou Springer : engin de démolition télécommandé moyen
- Sd.Kfz. 305 ou Opel Blitz : camion 4x2 de 3 tonnes